# 死吻 (1947年電影)
《死吻》（英語：A Double Life）是一部1947年的美国黑色电影，讲述了一位演员因过度投入他所扮演的角色而导致精神状态受到影响的故事。该片由羅納·考爾門和西格妮·哈索（Signe Hasso）主演，乔治·丘克执导，剧本由露芙·高頓和加森·卡宁（Garson Kanin）编写。考爾門凭借这一角色赢得了奥斯卡最佳男主角奖。

## 剧情
戏剧制作人马克斯·拉斯克尔邀请著名舞台演员安东尼·“托尼”·约翰出演莎士比亚新剧《奧賽羅》的男主角，希望托尼的前妻布里塔能饰演苔丝狄蒙娜。托尼最初拒绝了这个提议，导演维克多·唐兰对此感到松了一口气，因为他知道托尼会过于沉浸在角色中。布里塔同意唐兰的看法，警告新闻人比尔·弗兰德说，托尼在出演喜剧时心情愉快，但在演出悲剧时却令人恐惧。她警告弗兰德，托尼在角色中太过投入，以至于角色会成为他的现实。
托尼在对奥赛罗这个角色产生迷恋后，改变了主意。思考这个角色时，托尼遇到了一名服务员帕特·克罗尔，与她开始了一段随意的恋情。布里塔不情愿地接受了苔丝狄蒙娜的角色，排练随之展开。该剧首演后获得了好评，但托尼逐渐被角色吞噬，开始无法分清戏剧与现实的界限。托尼将嫉妒视为他角色的关键。
布里塔向托尼展示了比尔送给她的生日礼物——一枚项链，引发了托尼的嫉妒狂怒。当晚，在奥赛罗与苔丝狄蒙娜的“死亡之吻”场景中，托尼被角色压倒，几乎掐死了布里塔。剧目进入第二年时，托尼请求布里塔与他复婚，但遭到拒绝。托尼怀疑布里塔爱上了比尔。愤怒、困惑且神志不清的托尼来到帕特的公寓，此时戏剧与现实在他的脑海中混淆，他用奥赛罗的“死亡之吻”杀死了帕特。托尼回到布里塔的家中，在她的沙发上睡着了。
记者阿尔·库利向比尔提供头版新闻的机会，将帕特的谋杀案与奥赛罗的“死亡之吻”相似之处进行宣传。托尼看到新闻后勃然大怒，殴打了比尔。然而，比尔怀疑托尼是帕特的凶手，并将这一怀疑报告给了警方，但帕特喝醉的邻居却因谋杀罪被捕。托尼要求比尔辞职，比尔计划短期度假。比尔告诉布里塔他爱她，但布里塔没有回应他的感情。然而，布里塔向比尔透露，托尼在帕特被杀当晚曾离开她家。
比尔雇了一名女演员打扮成帕特，并将她安排在帕特工作的餐馆做服务员。比尔邀请托尼去餐馆，在警察局长皮特·邦纳的监视下，托尼看到帕特的替身后情绪失控，匆匆离开餐馆。比尔和警方现在起了疑心，跟随托尼来到剧院。他们站在舞台侧面观看表演，并被托尼注意到。在当晚奥赛罗的演出高潮中，满怀愧疚的托尼用真匕首刺伤了自己，正如奥赛罗在戏中所做的那样。在后台，托尼流着血，忏悔了一切之后死去。

## 演员
- 羅納·考爾門 饰 安东尼·“托尼”·约翰
- 西格妮·哈索（Signe Hasso） 饰 布里塔
- 艾德蒙·奥布莱恩 饰 比尔·弗兰德
- 雪莉·溫特斯 饰 帕特·克罗尔
- 雷·柯林斯（Ray Collins） 饰 维克多·唐兰
- 菲利普·洛布（Philip Loeb） 饰 马克斯·拉斯克尔
- 米拉德·米切尔（Millard Mitchell） 饰 阿尔·库利
- 乔·索耶（Joe Sawyer） 饰 皮特·邦纳
- 查尔斯·拉·托雷（Charles La Torre） 饰 斯特利尼
- 惠特·比塞尔（Whit Bissell） 饰 斯陶弗医生

## 制作
主角原本计划由劳伦斯·奥利维尔出演。考爾門最初对在荧幕上表演莎士比亚作品犹豫不决，为了打消他的顾虑，导演乔治·丘克告诉考爾門，这部电影将为他赢得奥斯卡提供绝佳机会（考爾門后来确实获奖）；此前考爾門曾三次提名奥斯卡奖。
该片的暂定名称为《想象》（Imagination）。拍摄结束后，丘克又召集演员回到片场，进行了四天的追加拍摄。
《死吻》是自1924年为《歌剧魅影》（1925年）修建的著名环球影棚上拍摄的第500部电影。
罗饶·米克罗斯的配乐获得了他的第二个奥斯卡奖，他的音乐将自己的现代风格与16世纪威尼斯风格的段落相结合。米克罗斯后来将“死吻”作为1982年回忆录的标题，以象征他在绝对音乐与好莱坞电影配乐之间的职业分裂。

## 发行
《死吻》于1947年圣诞节在好莱坞以有限的巡回演出形式首映，为了符合影片及其演员参选奥斯卡的条件。

## 反响
在《纽约时报》的当代评论中，评论家博斯利·克劳瑟（Bosley Crowther）写道：“高頓女士和卡宁先生与威廉·莎士比亚合作，打造了一部现代戏剧，充分利用银幕来展示戏剧的奇异刺激与永恒的浪漫。通过选择羅納·考爾門担任他们的著名男演员，并给他机会在戏中大量饰演‘奥赛罗’，他们给了这位资深演员其漫长职业生涯中的一个代表性的角色。唯一的问题是考尔曼先生在饰演精神错乱的百老汇明星与饰演留胡子的威尼斯摩尔人中，哪个更为精彩。不论哪个，他都塑造了一个为浪漫悲剧做好准备的演员。”
《洛杉磯時報》评论家菲利普·K·施尔（Philip K. Scheuer）写道：“这部电影极大程度地捕捉了纽约戏剧界的脉动，不仅因为部分场景是在那里拍摄的，还因为它成人化、直言不讳且微妙，让考尔曼摆脱了多年在好莱坞精致的贵族形象。然而，电影的许多部分难以理解，‘过于’微妙，以至于在银幕上并没有完全呈现出制作者所设想的效果。”

## 奖项
| 奖项         | 类别                   | 提名者                               | 结果 | 参考   |
| ------------ | ---------------------- | ------------------------------------ | ---- | ------ |
| 奥斯卡金像奖 | 最佳导演               | 乔治·丘克                            | 提名 | [ 10 ] |
| 奥斯卡金像奖 | 最佳男主角             | 羅納·考爾門                          | 獲獎 | [ 10 ] |
| 奥斯卡金像奖 | 最佳原创剧本           | 露芙·高頓和加森·卡宁（Garson Kanin） | 提名 | [ 10 ] |
| 奥斯卡金像奖 | 最佳剧情片或喜剧片配乐 | 罗饶·米克罗斯                        | 獲獎 | [ 10 ] |
| 金球奖       | 最佳男主角             | 羅納·考爾門                          | 獲獎 | [ 11 ] |
| 威尼斯影展   | 威尼斯国际大奖         | 乔治·丘克                            | 提名 |        |

该片被美国电影学会提名为2005年AFI百年电影史电影配乐名单之一。